# Mory Street Military Cemetery (Saint-Léger)
Le Mory Street Military Cemetery (Saint-Léger), cimetière militaire britannique de la route de Mory est un cimetière militaire de la Première Guerre mondiale, situé sur le territoire de la commune de Saint-Léger, dans le département du Pas-de-Calais, au sud d'Arras.
Un second cimetière britannique est implanté sur le territoire de la commune : le Saint-Léger British Cemetery.

## Localisation
Ce cimetière est situé  à 400 m au sud du village, au bord la route départementale D 36E2, en direction du village de Mory.

## Histoire

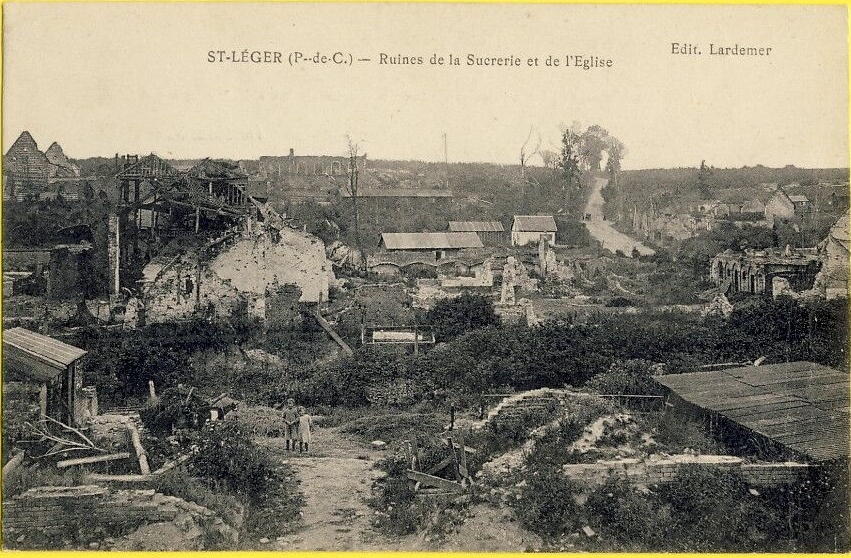
Les ruines du village en 1920.

Aux mains des Allemands dès fin août 1914, le village restera loin des combats jusqu'en mars 1917, date à laquelle les Allemands évacueront tous les habitants et détruiront complètement les habitations pour transformer la zone en un no man's land à la suite de leur retrait sur la ligne Hindenburg.
Les ruines du village de Saint-Léger sont occupées par les troupes du Commonwealth à la mi-mars 1917. Elles sont perdues après une défense obstinée par les 40e et 34e divisions un an après et reprises définitivement à la fin du mois d'août suivant, après de violents combats, par la 62e (West Riding) et la division des gardes.
Les premières sépultures du Commonwealth ont été faites au cimetière militaire de Mory Street en 1917. Le cimetière était autrefois considérablement plus grand, mais 48 tombes allemandes et certaines françaises ont ensuite été enlevées. Le cimetière contient maintenant 66 sépultures du Commonwealth et commémorations de la Première Guerre mondiale. Cinq des sépultures sont non identifiées et six sépultures détruites par des tirs d'obus ou enlevées après l'Armistice sont désormais représentées par des monuments commémoratifs particuliers
.

## Caractéristiques
Ce cimetière a un plan rectangulaire de 20 m sur 15 et est entouré d'un mur de moellons.

## Galerie

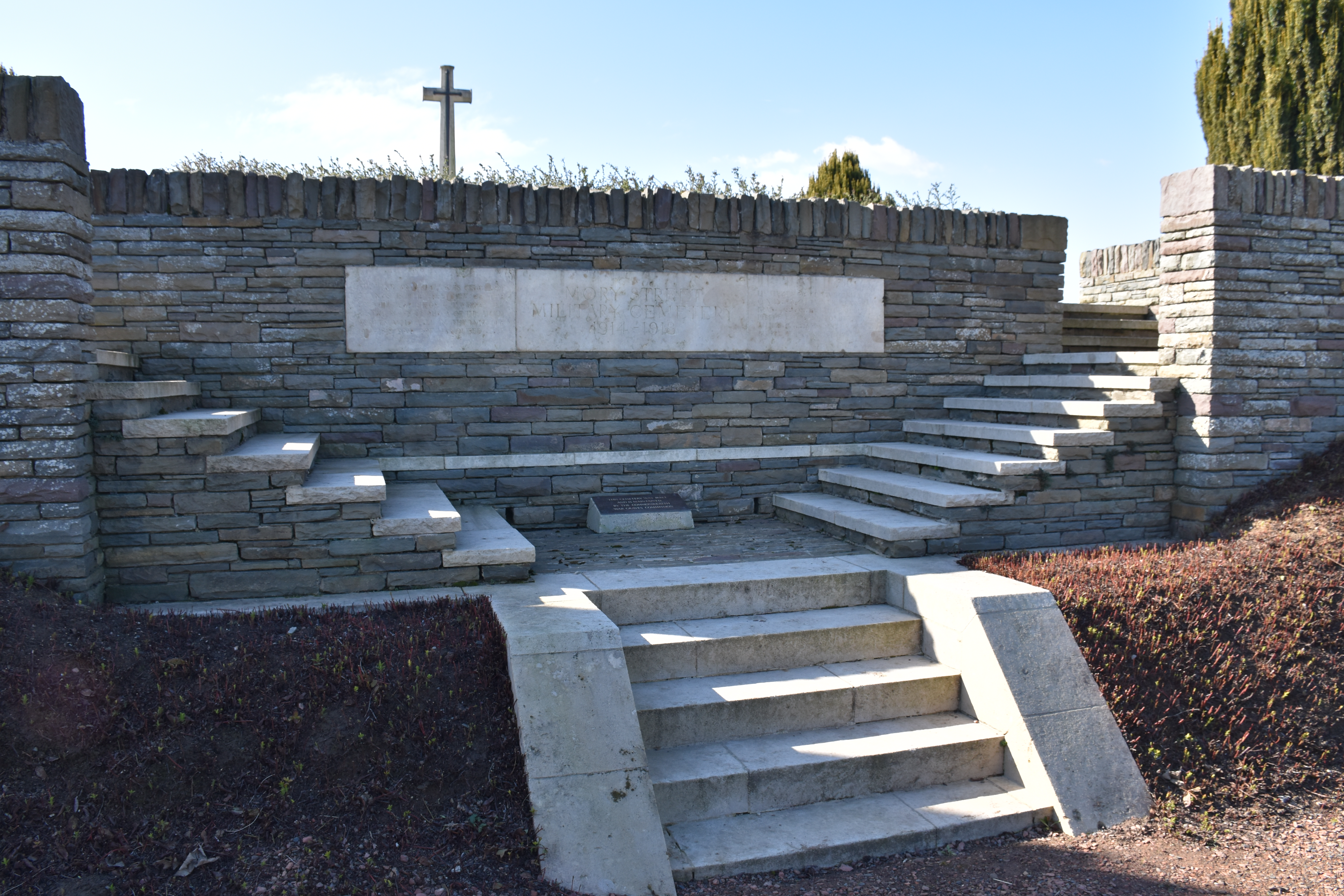
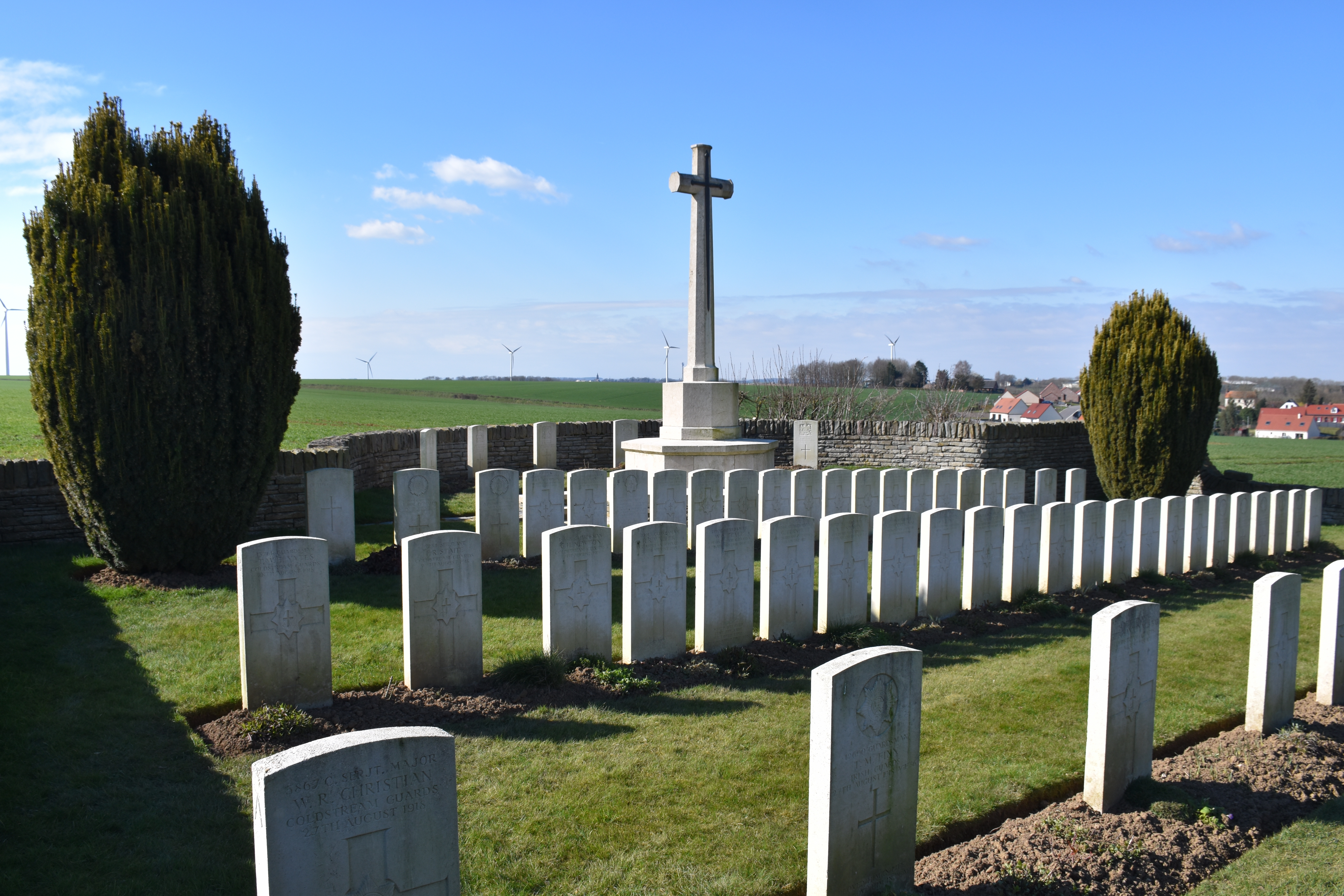
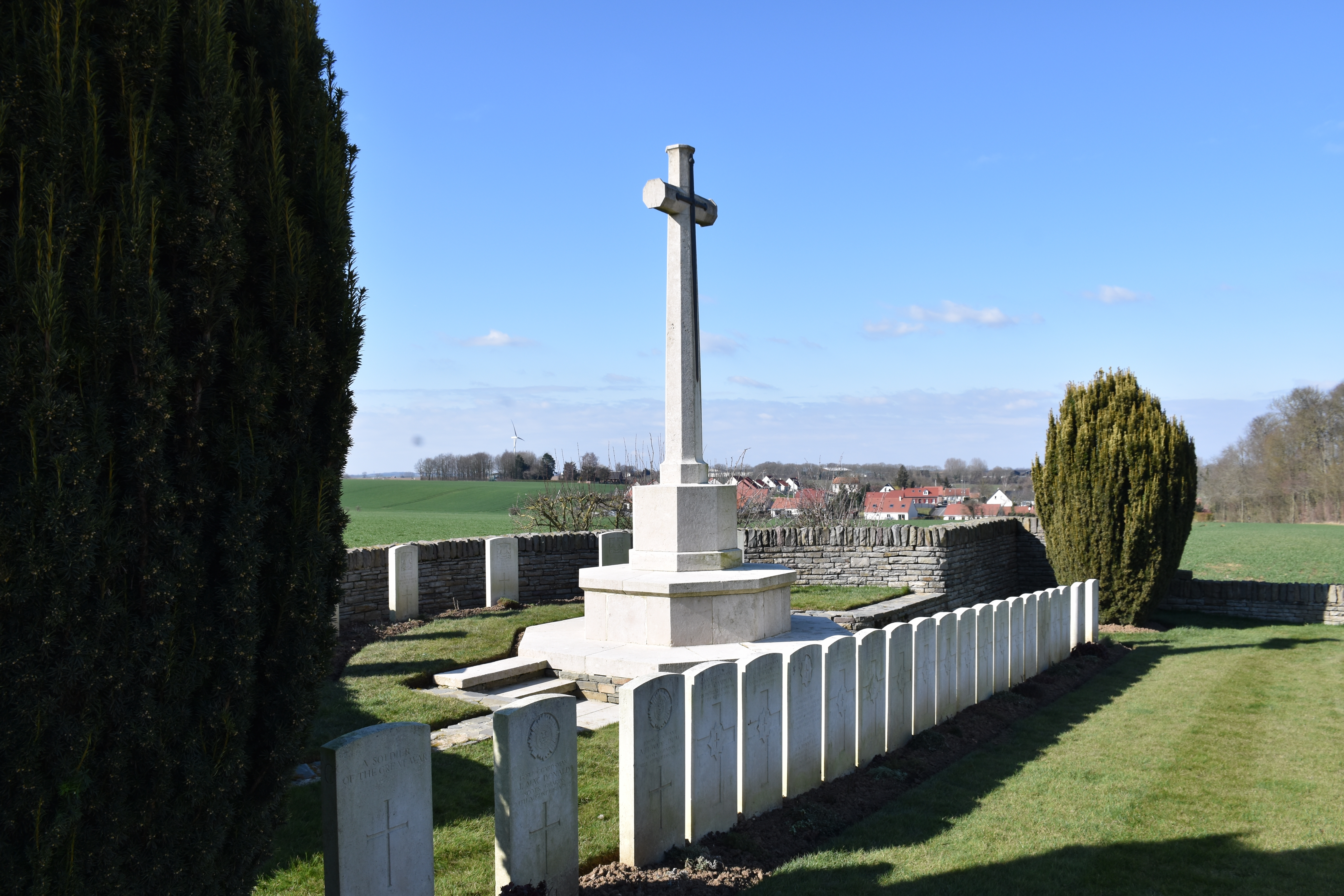
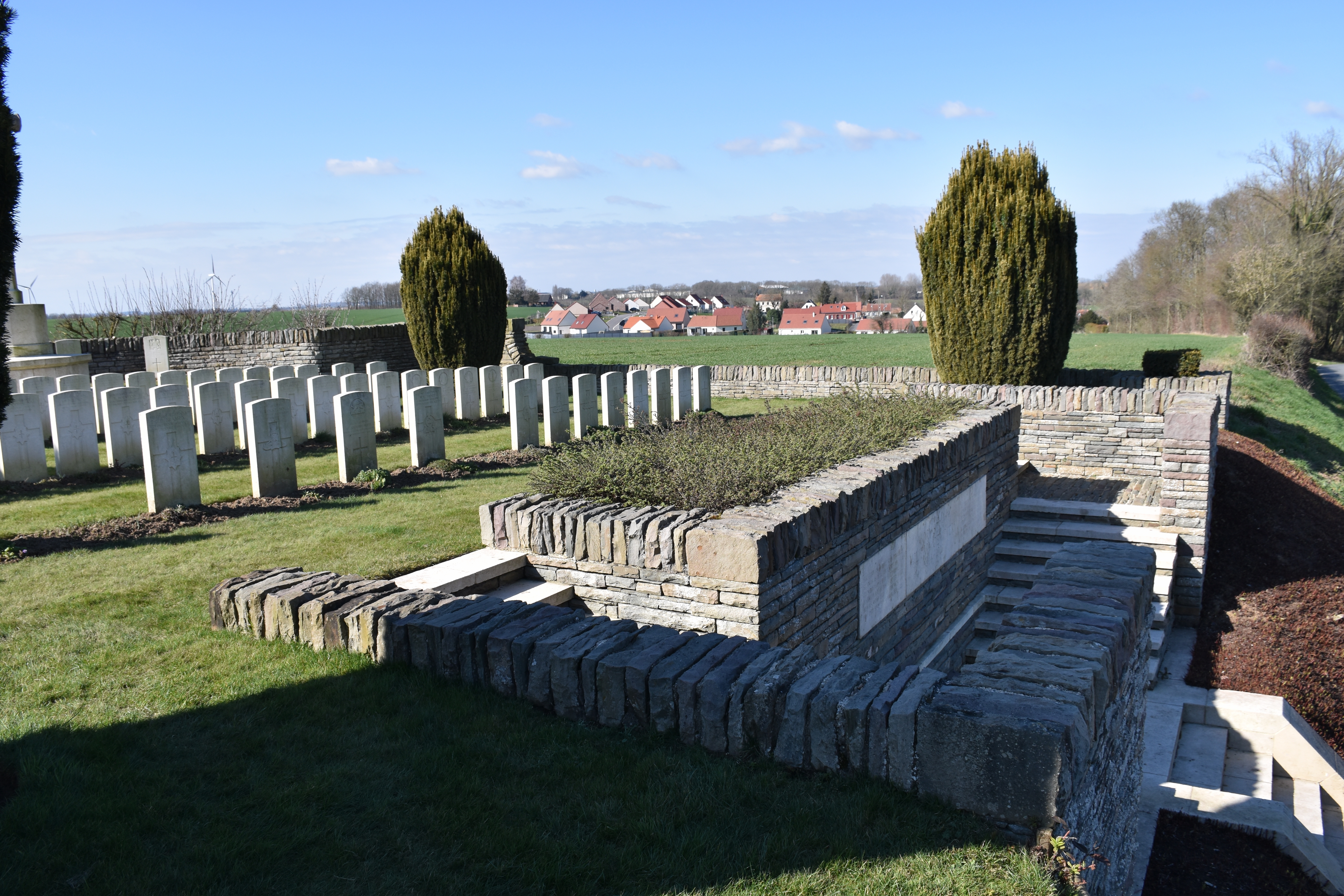
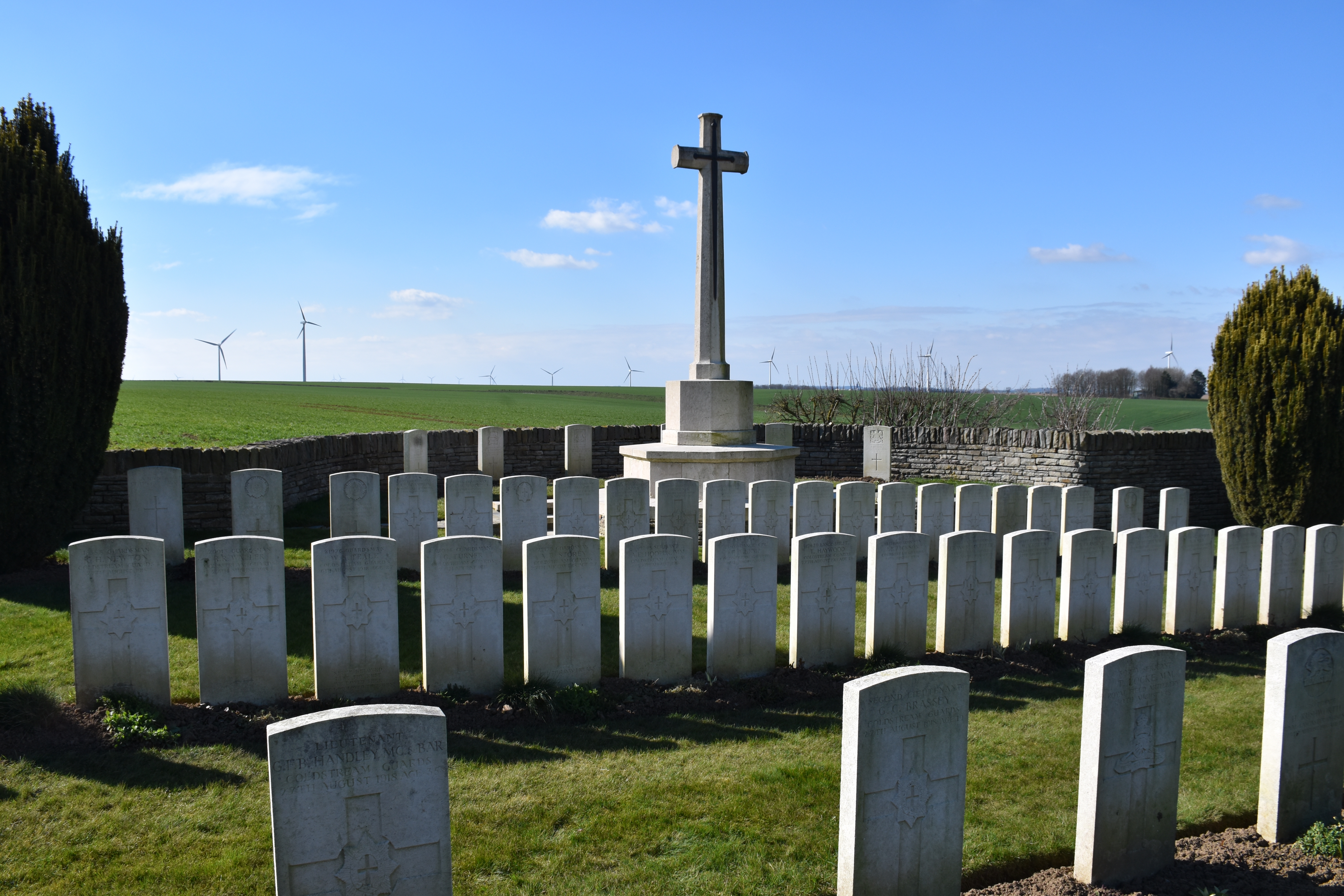
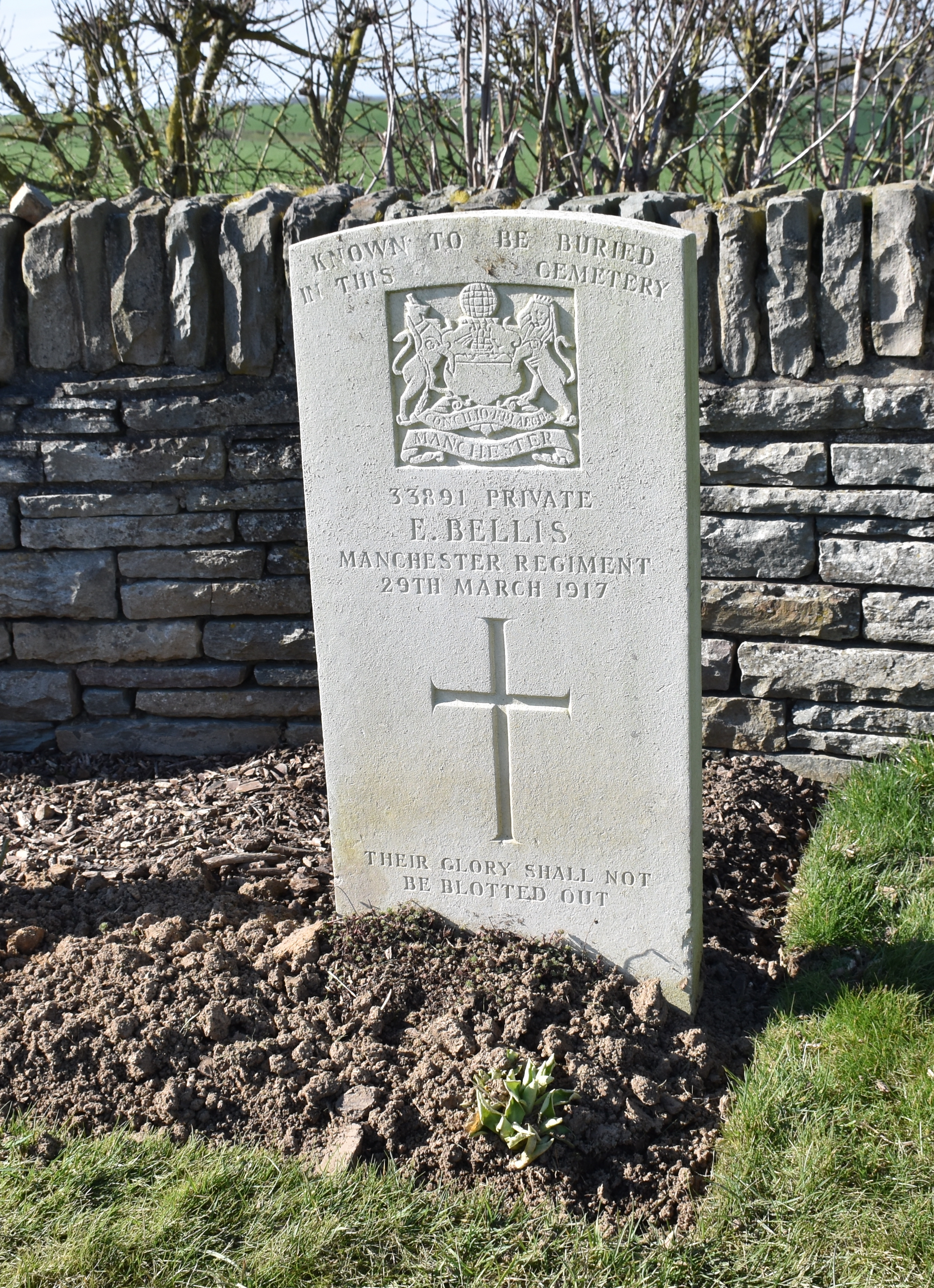

## Sépultures
| Pays        | Sépultures |
| ----------- | ---------- |
| Royaume-Uni | 66         |

## Pour approfondir